# 脇本直人
脇本 直人（わきもと なおと、1996年6月10日 - ）は、群馬県沼田市出身の元プロ野球選手（外野手）。右投左打。

## 経歴

### プロ入り前
小学校3年生の時に野球を始めた。沼田中学校では投手として県大会8強に進出した。また、利根沼田地区の野球チーム「NBAトレジャーズ」でもプレーしており、関東大会で優勝経験がある。髙橋光成とは小学生の時からの知り合いで、「NBAトレジャーズ」ではチームメイト、高校生になってからも連絡を取り合う仲だった。
健大高崎高校では1年生時の秋からベンチ入りし、2年生時の夏に練習試合で推定飛距離140m弾を放った。3年生時の夏の甲子園・群馬大会の3回戦・対前橋育英戦では高橋から逆転打を放った。足（機動力）で相手を撹乱し相手を打ち負かすとする「機動破壊」をスローガンに掲げる中、群馬県大会の6試合で11盗塁を記録し、チームは群馬県代表として全国大会に出場。全国大会では初のベスト8入りするが、準々決勝で大阪桐蔭に敗れた。脇本は全試合3番・右翼手として出場、4試合で6盗塁、打率.500の成績だった。甲子園後は9月1日から6日までアジア野球連盟の主催でタイのバンコクで行われた第10回18Uアジア野球選手権大会の日本代表に選ばれ、決勝を除く4試合で1番・右翼手で先発出場した。高校通算57本塁打。1学年後輩に柘植世那がいる。
2014年10月23日に行われたプロ野球ドラフト会議で千葉ロッテマリーンズに7巡目で指名され、契約金2000万円、年俸480万円（金額は推定）で合意し、入団した。

### プロ入り後
2015年
二軍では新人でチーム最多の99試合に出場し、4月26日の北海道日本ハムファイターズ戦では浦野博司からプロ入り1号の満塁本塁打を放ったが、最終的には打率.187、3本塁打、4盗塁（6盗塁死）と課題を残した。
2016年
二軍で84試合に出場。前年を大幅に上回る打率.245をマークするなど、飛躍を遂げた。
2017年
二軍で100試合に出場したが、打率.145で1年目の成績を下回った。なお、この年は試合途中からの出場がほとんどであった。10月3日に球団から戦力外通告を受ける。

### 軟式野球転向
2018年より相双リテックの軟式野球部に所属。しかし、「プロ野球退団者は、退団してから満1年を経過しないとアマチュア復帰申請ができない」という全日本軟式野球連盟の規定があったことから、約1年間は実戦には参加できず、練習のみに専念した。軟式野球からのNPB復帰を目指しており、2020年にトライアウトを受験する予定と話していたが、実際には参加しなかった。同年をもって現役を引退し、チームも退団。

### 現役引退後
2021年に地元・群馬県の不動産業の株式会社アルファプランに入社し、アセットマネジメント部において土地建物売買の営業職に就いている。

## 選手としての特徴
右手の握力91kg、遠投110メートル、50メートル走は6秒1。
ロッテ時代、当時二軍外野守備走塁コーチの大塚明からの指導によって外野守備に自信を持つようになり、相双リテック軟式野球部でも投手から安心感があると評されている。
軟式野球でも金属バットではなく木製バットを使用している。これは金属バットだと軽すぎて、体が早く開いてしまうためである。

## 詳細情報

### 年度別打撃成績
- 一軍公式戦出場なし

### 背番号
- 62 （2015年 - 2017年）